# 1888

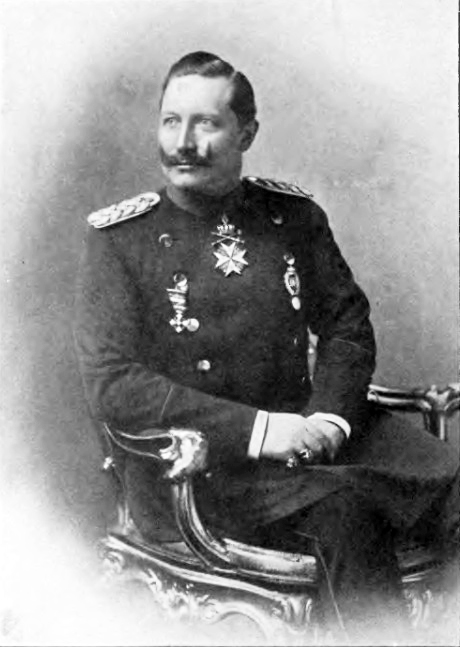
Keizer Wilhelm II

Het jaar 1888 is het 88e jaar in de 19e eeuw volgens de christelijke jaartelling.

## Gebeurtenissen
januari
- 5 – Oprichting van de Nederlandse Heidemaatschappij. Ze zal adviseren bij de ontginning van "woeste gronden".
- 16 – De eerste versie van het Requiem van Faure wordt in La Madeleine te Parijs uitgevoerd. Gabriel Fauré dirigeert de uitvoering zelf. Het stuk wordt opgedragen ter nagedachtenis aan de architect Joseph La Soufaché.
- 22 – De Vlaamse pater Jan Berchmans wordt door paus Leo XIII heilig verklaard.
- 27 – Alexander Graham Bell sticht de National Geographic Society.

februari
- 9 – Bij verdrag wordt de grens vastgelegd tussen Brits-Somaliland en Frans-Somaliland.

maart
- 9 – Na het overlijden van de aartsconservatieve keizer Wilhelm I leeft in Duitsland de hoop dat zijn zoon Frederik III een tijd van modernisering en vooruitgang zal inluiden. Frederik is echter ernstig ziek.
- 22 – In Appelscha breekt een staking uit onder de veenarbeiders. Eisen zijn loonsverhoging en afschaffing van de gedwongen winkelnering. Dit geldt als de eerste grootschalige staking in Nederland.
- 22 – In Engeland wordt de Football League opgericht die voetbal gaat organiseren op semiprofessionele basis.

april
- 1 – Sparta Rotterdam wordt opgericht, in eerste instantie als cricketclub.
- 8 – Opening van de Wereldtentoonstelling van Barcelona, die tot 9 december 1888 zal duren.
- 11 – Opening van het Concertgebouw (Amsterdam).
- 16 - Ook in Nieuw-Amsterdam (Drenthe) leggen de veenarbeiders het werk neer.
- 21 – Aantreden van het kabinet-Mackay, de eerste christelijke coalitie in de Nederlandse geschiedenis.

mei
- 7 – Op Curaçao wordt de Koningin Emmabrug de eerste oeververbinding tussen het oostelijke en westelijke stadsdeel (Punda resp. Otrabanda) van Willemstad. De bouw is gefinancierd door de Amerikaanse zakenman en consul Leonard Smith en wordt een commercieel succes.
- 7 - Het Bardomuseum in Tunis wordt geopend. Het is het eerste museum in de Arabische wereld en in Afrika.
- 12 - Op de Alde Maaie komen met het sluiten van de nieuwe contracten de veenstakingen in Noord-Nederland tot een einde.
- 13 – De slavernij in Brazilië wordt afgeschaft. De ondertekening van de 'Lei de Aurea' door de regent prinses Isabella brengt de conservatieven ertoe zich aan te sluiten bij de republikeinen.
- 31 – Invoering van de wet Lejeune voor vervroegde invrijheidsstelling in België.
- Æneas Mackay jr. wordt premier van Nederland.

juni
- 2 – Het Nieuwsblad van het Noorden verschijnt voor de eerste maal.
- 4 – In de staat New York wordt het gebruik van de elektrische stoel voor executies goedgekeurd.
- 7 – Het Laatste Nieuws verschijnt voor de eerste maal.
- 15 – Na de dood van zijn vader, Frederik III, wordt Wilhelm II keizer van Duitsland, hiermee is de kans op modernisering verkeken. 1888 gaat de Duitse geschiedenis in als het Driekeizerjaar.

juli
- 8 – Allereerste openbare uitvoering van de "Internationale", het lied van het strijdend proletariaat, te Rijsel, op het jaarfeest van de krantenverkopers.

augustus
- 5 – Buiten medeweten van haar eega Carl rijdt Bertha Benz met haar twee kinderen van Mannheim naar Pforzheim. Daarmee voltooit zij de eerste langeafstandsrit met een automobiel.
- 7 – De Amerikaanse uitvinder Theophilus Van Kannel krijgt patent op de draaideur.
- 14 – Oprichting van de Nederlandse Zwembond (NZB), de voorloper van de Koninklijke Nederlandse Zwembond, door toedoen van op dat moment vier actieve zwemverenigingen: Arnhemse Zwemclub, Goudse Zwemclub, Hollandse Dames Zwemclub en AZ 1870.
- 31 – Mary Ann Nichols wordt in Londen vermoord. Zij is mogelijk het eerste slachtoffer van Jack the Ripper.
- augustus – Vincent van Gogh schildert in Arles de eerste twee versies van zijn Zonnebloemen.

september
- 4 – George Eastman registreert de naam Kodak, en krijgt een patent voor het (celluloid) filmrolletje. Kodak is de eerste fotocamera in massaproductie.
- 7 – Edith McLean wordt de eerste couveusebaby. Ze wordt warm gehouden door een reservoir met 15 gallon warm water.
- 8 - Jack the Ripper dood zijn tweede slachtoffer: Annie Chapman
- 30 - Jack the Ripper dood twee vrouwen (Elizabeth Stride en Kate Eddowes) in één nacht. Deze gebeurtenis wordt later aangeduid als the double event

oktober
- 1 - De goudvondst van Yilgarn in West-Australië wordt officieel erkend.
- 23 - De schilder Paul Gauguin voegt zich bij Vincent van Gogh in Arles.
- 30 – De Amerikaanse leerlooier John J. Loud verkrijgt patent op de kogelpen, een apparaat om leer mee te merken. Hoewel het geen succes wordt, geldt het als de voorloper van de balpen.
- 31 – Precies twee jaar na het bovendek wordt het benedendek van de Luis I-brug over de Douro bij Porto geopend.
- oktober - De Fransman Louis Le Prince maakt Roundhay Garden Scene, een reeks van fotobeelden die samen twee seconden duren en het eerste "bewegend beeld" opleveren, en wordt daarmee een filmpionier.
- oktober – De British South Africa Company, door Cecil Rhodes opgericht, begint met de mijnbouw in Rhodesië, met toestemming van koning lobengula van de Matabeles.

november
- 3 – Eerste concert van het Concertgebouworkest. Dirigent is Willem Kes.
- 9 – In Londen wordt de prostituee Mary Jane Kelly vermoord en verminkt achtergelaten. Dit is de vijfde moord van de mysterieuze Jack the Ripper.
- 11 – Pieter Jelles Troelstra trouwt Sjoukje Bokma de Boer (Nynke van Hichtum).
- Benjamin Harrison verslaat president Grover Cleveland in de verkiezingen voor het presidentschap van de Verenigde Staten.

december
- 7 – John Boyd Dunlop vraagt patent aan op de luchtband.
- 9 – Herman Hollerith installeert zijn rekenmachine bij het Amerikaanse War Department.
- 12 – De eerste vrouwelijke academicus in België, Marie Popelin, verliest haar beroep tegen de weigering van de Balie van Brussel om haar toe te laten als advocaat.
- 27 – Oprichting van de Nederlandse Vereniging van Spiritisten Harmonia.

zonder datum
- Siam annexeert op eigen verzoek het koninkrijk Xhien Khuang dat te lijden heeft onder Chinese invallen.
- Noord-Borneo wordt een Brits protectoraat.
- Op een boerderij Roodepoort bij Johannesburg wordt een goudmijn geopend.
- De 'Haagsche Kookschool' is de eerste Huishoudschool in Nederland.
- Johan Dreyer publiceert de New General Catalogue, een lijst van 7840 nevels.
- Ontstaan van de kunstenaarsgroep Nabis.
- Auguste Rodin voltooit De Burgers van Calais.
- Oprichting van de Engelse Football League.
- Oprichting van de fabriek Auping van bedspiralen.

## Muziek
- Gustav Mahler componeert zijn Symfonie nr 1 De Titaan
- Pjotr Iljitsj Tsjaikovski componeert zijn Vijfde Symfonie
- Gabriel Fauré componeert de orkestsuite Pelléas et Mélisande, Opus 80
- Claude Debussy componeert de Deux Arabesques
- Eric Satie componeert zijn Gymnopédies voor piano
- Nikolai Rimski-Korsakov componeert zijn Scheherazade

### Première
- 28 januari: eerste uitvoering van Symfonie nr. 2 van Victor Bendix
- 6 maart: eerste uitvoering van Noorse mars van Hjalmar Borgstrøm, toen nog Hjalmar Jensen genaamd
- 1 oktober is/zijn Lieder aus "Des Knaben Wunderhorn" van Christian Sinding voor het eerst te horen

## Beeldende kunst
- Mellerio-parure wordt door Mellerio dits Meller ontworpen.

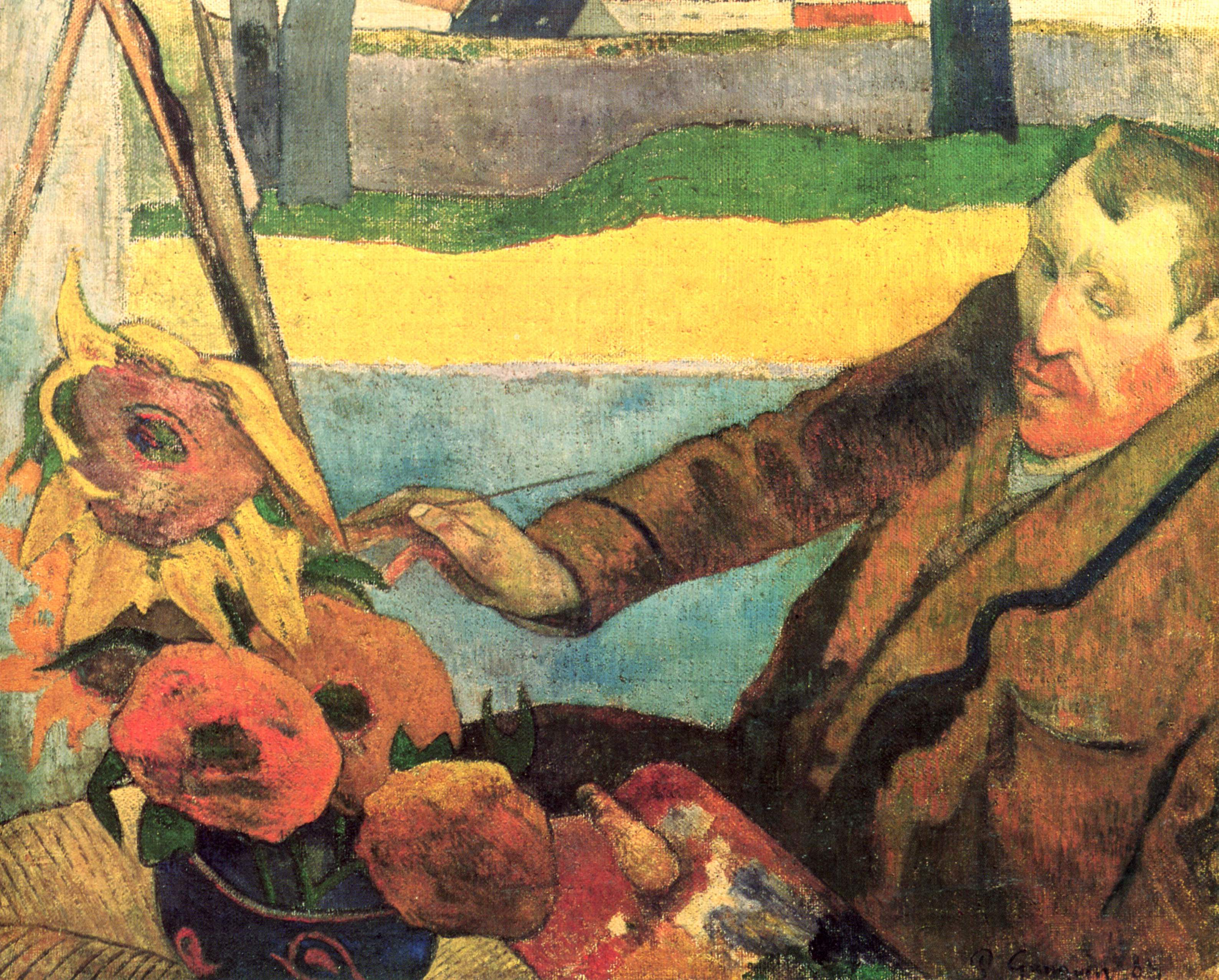
Portret van Vincent van Gogh, zonnebloemen schilderend, Paul Gauguin
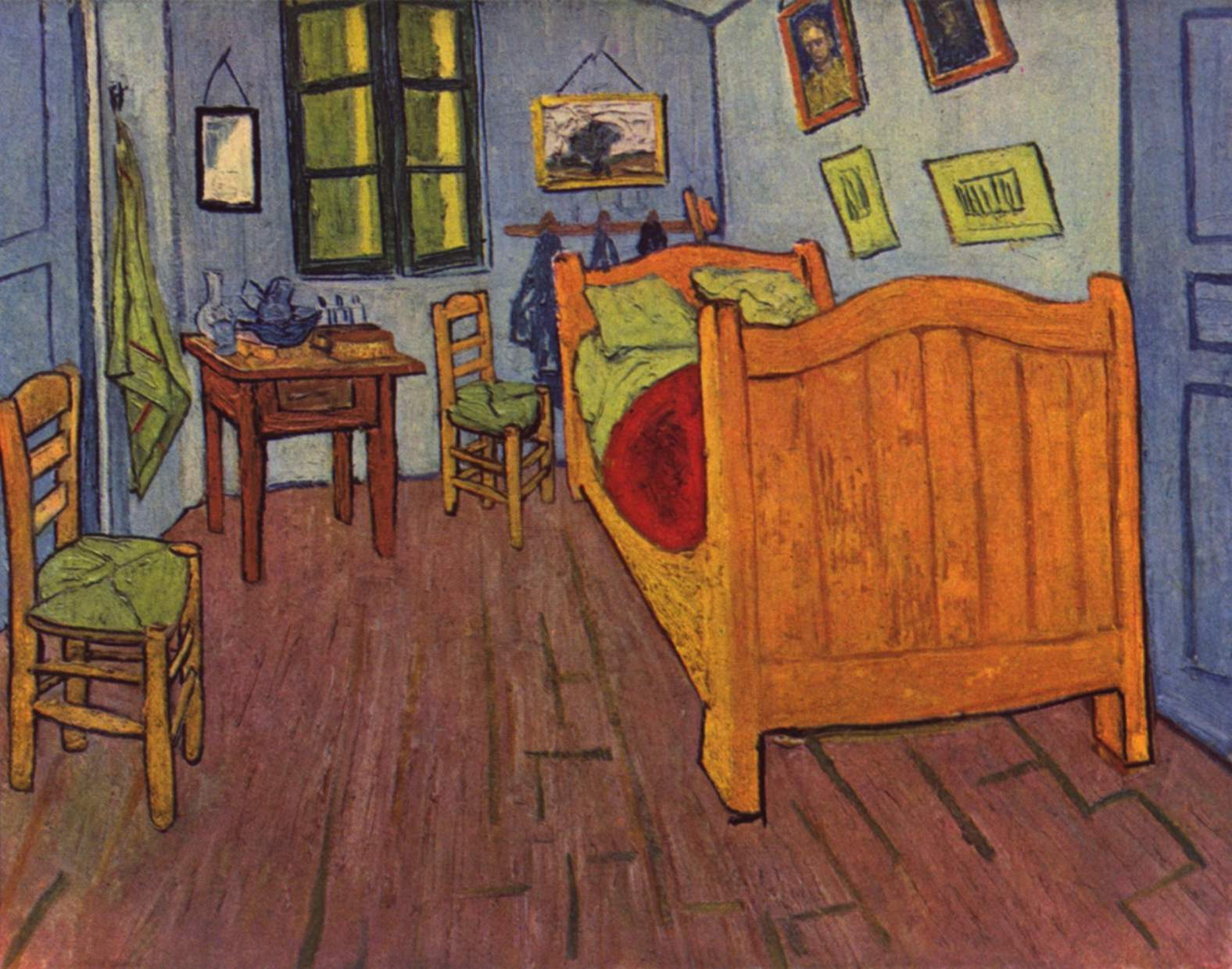
Slaapkamer in Arles (1888) Vincent van Gogh
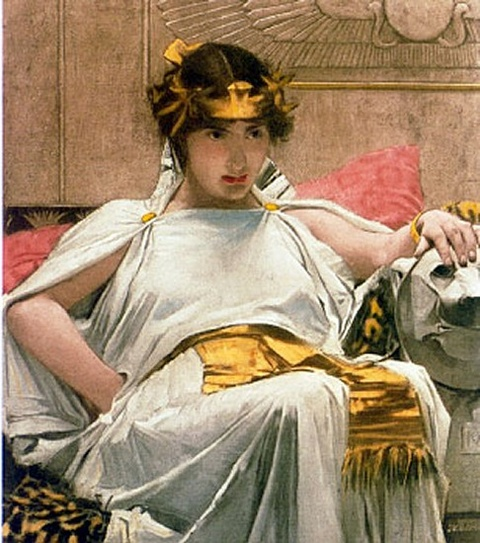
Cleopatra (1888) John William Waterhouse
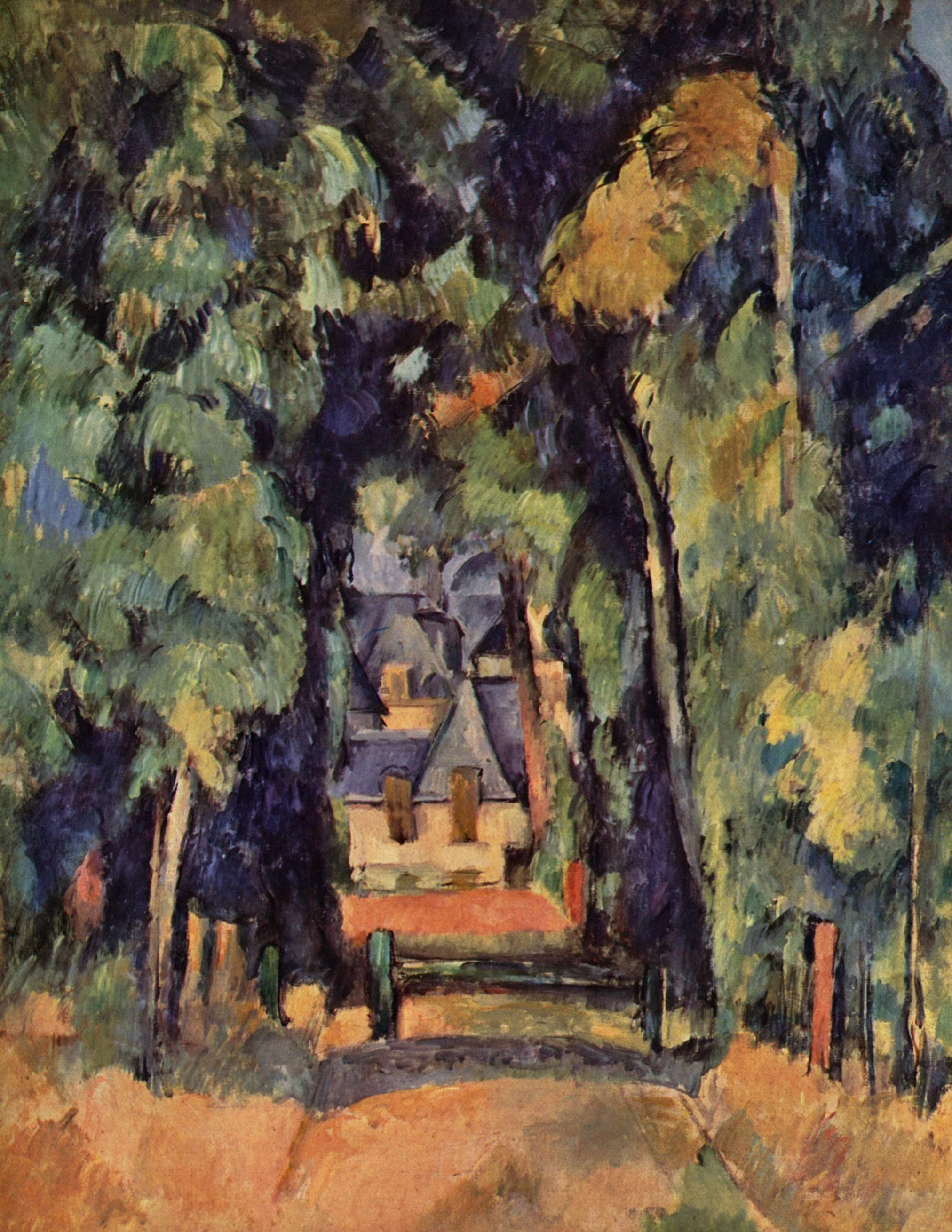
Allée du Bois Bourillon à Chantilly Paul Cézanne
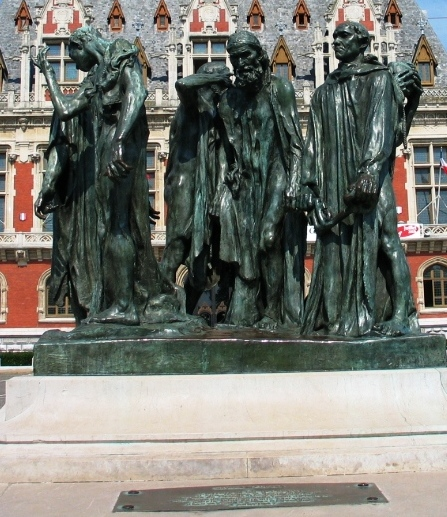
De Burgers van Calais (1888) Auguste Rodin, voor het stadhuis van Calais
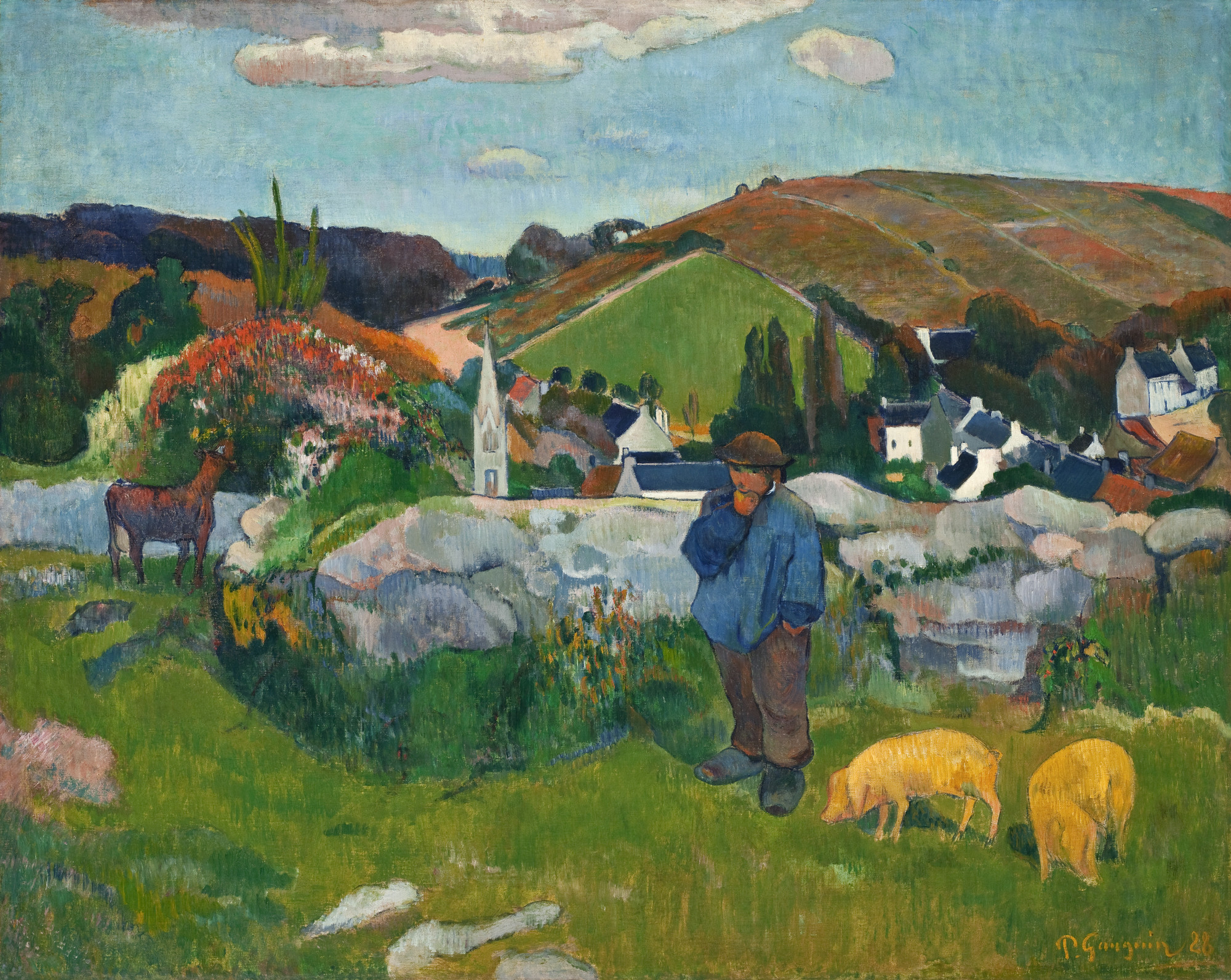
Bretons landschap (1888) Paul Gauguin, Norton Simon Museum, Pasadena, Californië

## Bouwkunst
- Gereedkomen van een drietal kerken van de architect-kerkenbouwer Johannes Kayser, namelijk de Corneliskerk in Borgharen, de Martinuskerk in Holtum en de Rochuskerk in Rijkevoort

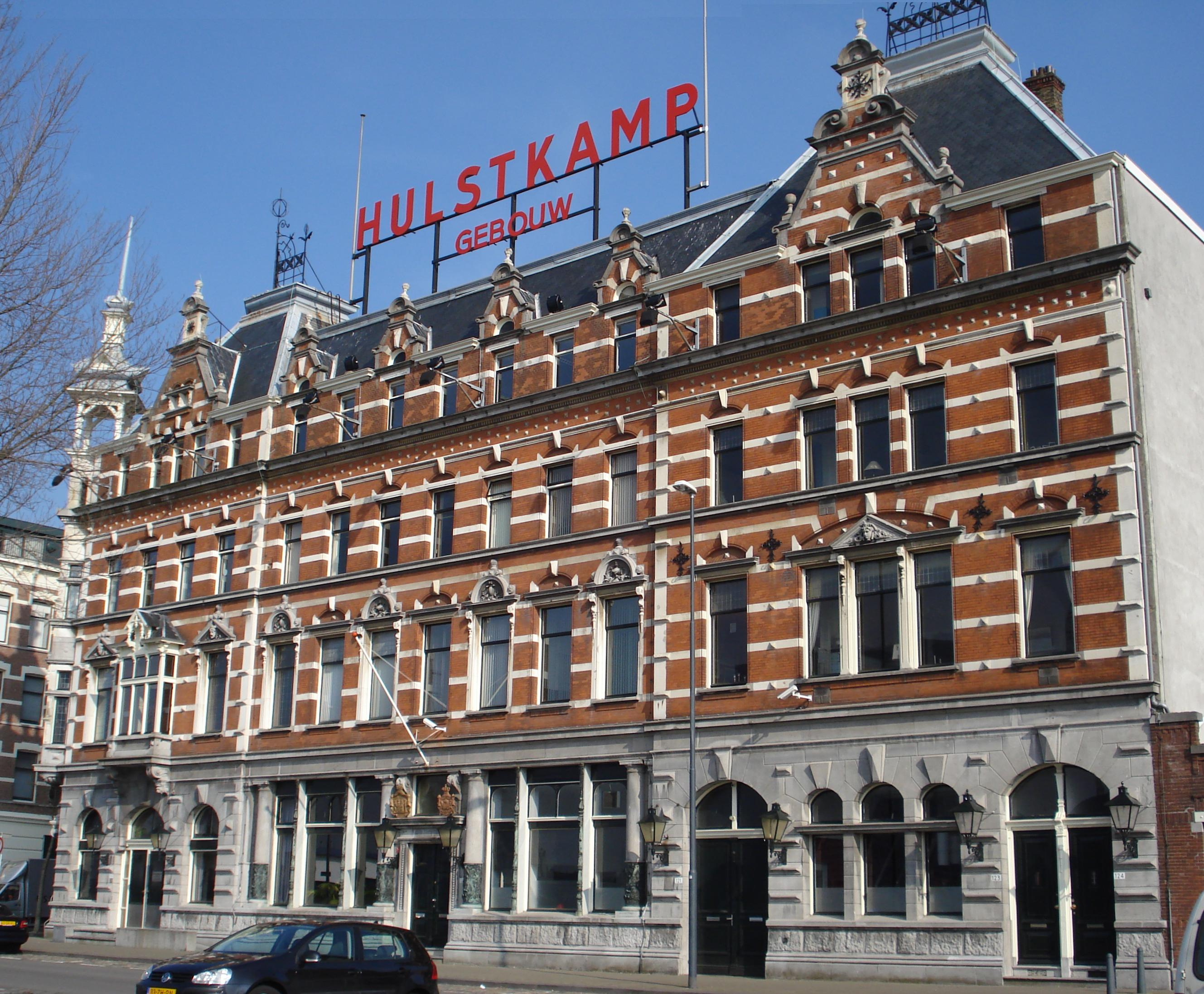
Hulstkamp-gebouw, Rotterdam, Jacobus Pieter Stok

## Geboren

### januari
- 1 – Vladimir Baranoff-Rossine, Russisch schilder (overleden 1944)
- 2 – Jacques van der Meij, Nederlands kunstenaar (overleden 1969)
- 5 – Fritz Förderer, Duits voetballer (overleden 1952)
- 16 – Mariano Cuenco, Filipijns politicus en schrijver (overleden 1964)
- 24 – Vicki Baum, Oostenrijks-Amerikaans schrijfster (overleden 1960)
- 24 – Ernst Heinkel, Duits vliegtuigontwerper (overleden 1958)

### februari
- 12 – Anders Ahlgren, Zweeds worstelaar (overleden 1976)
- 12 – Hans von Sponeck, Duits generaal (overleden 1944)
- 13 – Heintje Davids, Nederlands variétéartieste en actrice (overleden 1975)
- 13 – Desmond FitzGerald, Iers politicus (overleden 1947)
- 13 – George Papandreou, Grieks politicus (overleden 1968)
- 17 – Hetty Beck, Nederlands hoorspelactrice (overleden 1979)
- 17 - Otto Stern, Duits-Amerikaans natuurkundige en Nobelprijswinnaar (overleden 1969)
- 19 – Aurora Quezon, first lady van de Filipijnen (overleden 1949)
- 25 – John Foster Dulles, Amerikaans staatsman (overleden 1959)
- 27 – Roberto Assagioli, Italiaans psycholoog (overleden 1974)
- 27 – Richard Dombi, Oostenrijks voetbaltrainer (overleden 1963)
- 29 – Domenico Tardini, Italiaans geestelijke en kardinaal (overleden 1961)

### maart
- 5 – Friedrich Winkler, Duits kunsthistoricus en museumdirecteur (overleden 1965)
- 7 – Archibald Currie, Surinaams politicus (overleden 1986)
- 7 – Alidius Tjarda van Starkenborgh Stachouwer, Nederlands Minister van Staat en Gouverneur-Generaal van Nederlands-Indië (overleden (1978)
- 9 – Carel Rijken, Nederlands acteur (overleden 1978)
- 12 – Vaslav Nijinsky, Oekraïens balletdanser (overleden 1950)
- 15 – Sophus Nielsen, Deens voetballer en voetbalcoach (overleden 1963)
- 19 – Josef Albers, Duits schilder (overleden 1976)
- 24 – Friedrich Burmeister, Oost-Duits minister (overleden 1968)
- 24 – Viktor Kingissepp, Estisch communistisch politicus (overleden 1922)
- 27 – Bouke Benenga, Nederlands zwemmer en waterpoloër (overleden 1968)
- 29 – A.M. de Jong, Nederlands schrijver (overleden 1943)

### april
- 6 – Hans Richter, Duits regisseur (overleden 1976)
- 8 – Johannes Leendert Scherpenisse, Amsterdams stadsfotograaf (overleden 1966)
- 16 – Hugo van Dalen, Nederlands pianist/componist (overleden 1967)
- 17 – Jan Vos, Nederlands voetballer (overleden 1939)
- 23 – Marcel L'Herbier, Frans regisseur en scenarioschrijver (overleden 1979)
- 25 – Juan Arellano, Filipijns architect (overleden 1960)
- 26 - Robert Bloch, Frans autocoureur (overleden 1984)

### mei
- 10 – Max Steiner, Oostenrijks-Hongaars regisseur (overleden 1971)
- 11 – Irving Berlin, Amerikaans componist (overleden 1989)
- 13 - Inge Lehmann, Deens seismologe (overleden 1993)
- 20 – Mannes Francken, Nederlands voetballer (overleden 1948)
- 23 – Adriaan Roland Holst, Nederlands dichter (overleden 1976)
- 27 – Louis Durey, Frans componist, lid van Les Six (overleden 1979)

### juni

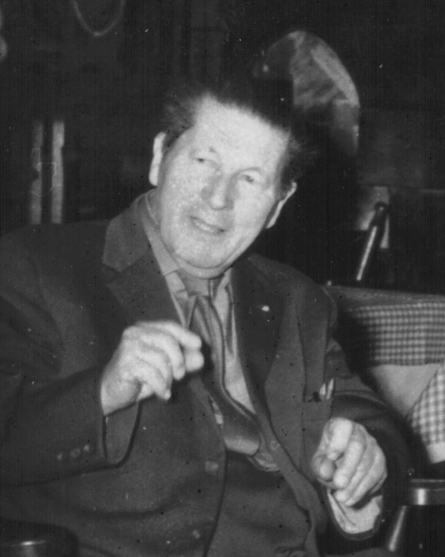
Gerrit Rietveld
geboren 24 juni 1888

- 5 – Noto Soeroto, in het Nederlands publicerend Javaans schrijver (overleden 1951)
- 6 – Bob Glendenning, Engels voetballer en trainer (overleden 1940)
- 8 – Jan Terpstra, Nederlands politicus (overleden 1952)
- 9 – Ida Rentoul Outhwaite, Australisch illustrator (overleden 1960)
- 13 – Fernando Pessoa, Portugees schrijver (overleden 1935)
- 15 – Maria Dermoût, Nederlands-Indisch schrijfster (overleden 1962)
- 16 – Aleksandr Friedmann, Russisch wiskundige en astronoom (overleden 1925)
- 17 – Heinz Guderian, Duits generaal (overleden 1954)
- 21 – Juan Domingo Brown, Argentijns voetballer (overleden 1931)
- 24 – Gerrit Rietveld, Nederlands architect en meubelmaker (overleden 1964)
- 25 – Anton van Loon, Nederlands touwtrekker (overleden 1962)

### juli
- 5 – Herbert Spencer Gasser, Amerikaans fysioloog en Nobelprijswinnaar (overleden 1963)
- 10 – Giorgio de Chirico, Italiaans schilder (overleden 1978)
- 11 – Johanna Beyer, Duits-Amerikaans componiste (overleden 1944)
- 16 – Frits Zernike, Nederlands natuurkundige en Nobelprijswinnaar (overleden 1966)
- 18 – Alvah Meyer, Amerikaans atleet (overleden 1939)
- 21 – Maurice De Booser, Belgisch atleet (overleden 1924)
- 21 - Hermann Leibold, Duits voetballer (overleden 1957)
- 22 – Selman Waksman, Amerikaans biochemicus, microbioloog en Nobelprijswinnaar (overleden 1973)
- 23 – Raymond Chandler, Amerikaans schrijver (overleden 1959)
- 26 - Marcel Jouhandeau, Frans schrijver (overleden 1979)

### augustus
- 8 – Hans von Rosen, Zweeds ruiter (overleden 1952)
- 9 – André Perchicot, Frans wielrenner en zanger (overleden 1950)
- 10 – Arvid Fagrell, Zweeds voetballer (overleden 1932)
- 10 – Max Jacob, Duits poppenspeler (overleden 1967)
- 12 – Willem Vogt, Nederlands omroeppionier (AVRO) (overleden 1973)
- 13 – John Logie Baird, Schots televisiepionier (overleden 1946)
- 16 – Thomas Edward Lawrence, Engels prozaschrijver, archeoloog en militair (overleden 1935)
- 22 – Walther von Seydlitz, Duits generaal (overleden 1976)

### september
- 5 – Sarvepalli Radhakrishnan, Indiaas filosoof (overleden 1975)
- 5 - Gijsbert de Vries, Nederlands schrijver (overleden 1970)
- 6 – Joseph P. Kennedy, Amerikaans politicus en patriarch van de familie Kennedy (overleden 1969)
- 8 – Charles Vos, Nederlands beeldhouwer (overleden 1954)
- 8 - Louis Zimmer, Belgisch astronoom (overleden 1970)
- 8 - Annie Chapman, tweede canonieke slachtoffer Jack the Ripper (overleden 1888)
- 12 – Maurice Chevalier, Frans acteur en chansonnier (overleden 1972)
- 16 – François Delloye, Belgisch atleet (overleden 1958)
- 16 – Frans Eemil Sillanpää, Fins schrijver (overleden 1964)
- 26 – T.S. Eliot, Amerikaans-Brits dichter (overleden 1965)
- 28 – H.C. McNeile, Brits soldaat en auteur (overleden 1937)

### oktober
- 4 – Oscar Mathisen, Noors schaatser (overleden 1954)
- 4 – Friedrich Olbricht, Duits generaal (overleden 1944)
- 5 – Mary Fuller, Amerikaans actrice (overleden 1973)
- 6 – Roland Garros, Frans oorlogsheld en naamgever Frans tennistoernooi (overleden 1918)
- 7 – Sargent Johnson, Amerikaans schilder (overleden 1967)
- 7 – Henry Wallace, Amerikaans vicepresident (overleden 1965)
- 8 – Friedrich Fromm, Duits generaal (overleden 1945)
- 9 – Nikolaj Boecharin, Sovjeteconoom (overleden 1938)
- 13 – D.C. van Schaïk, Nederlands grotonderzoeker (overleden 1972)
- 15 – Paul Hurst, Amerikaans acteur en filmregisseur (overleden 1953)
- 16 – Eugene O'Neill, Amerikaans dramaturg (overleden 1953)
- 25 – Richard E. Byrd, Amerikaans piloot (overleden 1957)
- 27 – Han Groenewegen, Nederlands architect (overleden 1980)
- 29 – Eliso Brown, Argentijns voetballer (datum overlijden onbekend)
- 30 – Eugene Mercer, Amerikaans atleet (overleden 1957)
- 30 – Konstantinos Tsiklitiras, Grieks atleet (overleden 1913)

### november
- 2 – Fernand Jacquet, Belgisch Eerste Wereldoorlog luchtaas (overleden 1947)
- 5 - Stella Simons, Nederlands advocate en feministe (overleden 1989)
- 7 – Chandrasekhara Raman, Indiaas natuurkundige (overleden 1970)
- 8 – David Monrad Johansen, Noors componist (overleden 1974)
- 9 – Jean Monnet, Frans politicus (overleden 1979)
- 10 – Andrej Toepolev, Russisch luchtvaartpionier en vliegtuigbouwer (overleden 1972)
- 11 – Johannes Itten, Zwitsers kunstschilder en kleurtheoreticus (overleden 1967)
- 11 – Jan Lutz, Nederlands illustrator (overleden 1957)
- 11 – Carlos Scarone, Uruguayaans voetballer (overleden 1965)
- 12 - Max Breunig, Duits voetballer (overleden 1961)
- 15 – Harald Sverdrup, Noors wetenschapper (overleden 1957)
- 16 – Luis Cluzeau Mortet, Uruguayaans klassieke muziek componist, violist (overleden 1957)
- 17 - Fritz Tscherter, Duits voetballer (overleden 1963)
- 18 – Jose Vera, Filipijns politicus (overleden 1956)
- 19 – José Raúl Capablanca, Cubaans wereldkampioen schaken (overleden 1942)
- 23 – Harpo Marx, Amerikaans acteur (overleden 1964)
- 24 – Dale Carnegie, Amerikaans schrijver en succesgoeroe (overleden 1955)
- 30 – Ralph Hartley, Amerikaans elektronicaonderzoeker (overleden 1970)

### december
- 15 – Maxwell Anderson, Amerikaans schrijver (overleden 1959)
- 15 – Jan Greshoff, Nederlands journalist, schrijver en dichter (overleden 1971)
- 15 – Kaare Klint, Deens architect en meubelontwerper (overleden 1954)
- 16 – Alexander, koning van Joegoslavië (overleden 1934)
- 16 – Ivan Osiier, Deens schermer (overleden 1965)
- 20 – Jean Bouin, Frans atleet (overleden 1914)
- 26 – Jaromír Klika, Tsjechisch botanicus en hoogleraar (overleden 1957)
- 28 – Friedrich Wilhelm Murnau, Duits filmregisseur (overleden 1931)

## Overleden
januari
- 19 – Anton de Bary (56), Duits bioloog
- 28 – Edward Lear (75), Brits artiest en schrijver
- 31 – Don Bosco (72), Italiaans priester

februari
- 5 – Anton Mauve (49), Nederlands schilder
- 13 – Jacobus Hoefnagels (78), Vlaams politicus
- 14 – Rudolf Paravicini (72), Zwitsers generaal

maart
- 9 – Willem I (90), koning van Pruisen (1861-1888) en keizer van het Duitse Rijk (1871-1888)

april
- 14 – Joseph Sadoc Alemany (73), aartsbisschop van San Francisco
- 15 – Joseph Dietzgen (59), Duits filosoof en leerlooier
- 16 – Zygmunt Wróblewski (42), Pools natuur- en scheikundige

mei
- 3 – Charles Tilston Bright (55), Brits elektrotechnicus
- 21 – Friedrich Clemens Gerke (87), Duits schrijver, journalist, musicus en telegrafiepionier

juni
- 12 - Carel Vosmaer (62), Nederlands schrijver, dichter en vertaler
- 15 – Frederik III (56), keizer van Duitse Rijk en koning van Pruisen (1888)
- 20 – Maria Elisabeth Louise Frederika van Pruisen (32), prinses van Pruisen
- 20 - Johann Zukertort (45), Pools schaker
- 21 – Johannes Nolet de Brauwere van Steeland (73), Nederlands schrijver

augustus
- 16 - John Pemberton (57), Amerikaans arts en apotheker; uitvinder van het recept voor Coca Cola
- 21 – Simon Vissering (70), Nederlands journalist, hoogleraar en minister
- 24 – Rudolf Clausius (66), Pruisisch natuurkundige
- 31 - Mary Ann Nichols (42), eerste canonieke slachtoffer van Jack the Ripper

september
- 11 – Domingo Faustino Sarmiento (77), Argentijns president
- 30 – Eunice Newton Foote (69), Amerikaans natuurkundige
- 30 - Willem Jan Louis Verbeek (68), Nederlands arts en schaker
- 30 - Elizabeth Stride (44), derde canonieke slachtoffer van Jack the Ripper

oktober
- 8 – Jules Joseph d'Anethan (85), Belgisch politicus
- 16 – John Wentworth, burgemeester van Chicago
- 23 – Francis Thomas Gregory (67), Australisch ontdekkingsreiziger, geodeet en politicus
- 27 – Helena van Nassau (57), moeder van Emma van Waldeck-Pyrmont

november
- 1 – Nikolaj Przjevalski (49), Russisch ontdekkingsreiziger
- 13 – Gerhardus Fabius (81), Nederlands viceadmiraal

december
- 3 – Carl Zeiss (72), Duits instrumentbouwer en ondernemer

## Trivia
- Het was een schrikkeljaar, dat aanving op een zondag op de Gregoriaanse en op een vrijdag op de Juliaanse kalender. Tot op heden is het in het Romeinse schrift (MDCCCLXXXVIII) het jaartal met de meeste letters, wanneer het op de conventionele wijze wordt geschreven (d.w.z. niet meer dan één letter voor aftrek van de volgende letter; anders zou het bijv. ook korter kunnen worden geschreven als MCCMXXMIIX). In 2388 zullen opnieuw 13 letters nodig zijn; pas in 2888 zal dit record worden gebroken.

## Weerextremen in België
- 30 januari: laagste etmaalgemiddelde temperatuur ooit op deze dag: −9,4 °C.
- 25 februari: laagste etmaalgemiddelde temperatuur ooit op deze dag: −7,9 °C.
- 28 februari: laagste etmaalgemiddelde temperatuur ooit op deze dag: −6,3 °C.
- 29 februari: laagste etmaalgemiddelde temperatuur ooit op deze dag: −6,6 °C en laagste minimumtemperatuur: −9,7 °C.
- februari: februari met hoogste relatieve vochtigheid: 95 % (normaal 83,9 %).
- 1 maart: laagste etmaalgemiddelde temperatuur ooit op deze dag: −5,5 °C en laagste minimumtemperatuur: −10,5 °C.
- Maart: het regent 29 dagen op 31 (normaal 18). Het is de maand maart met het meeste aantal regendagen.
- 18 mei: hoogste etmaalgemiddelde temperatuur ooit op deze dag: 20,6 °C.
- 19 mei: hoogste etmaalgemiddelde temperatuur ooit op deze dag: 20,6 °C en hoogste maximumtemperatuur: 26,9 °C.
- 26 mei: laagste etmaalgemiddelde temperatuur ooit op deze dag: 7,7 °C.
- mei: mei met hoogste gemiddelde windsnelheid: 4,6 m/s (normaal 3,4 m/s).
- juni: juni met hoogste relatieve vochtigheid: 87 % (normaal 76,9 %).
- 11 juli: laagste etmaalgemiddelde temperatuur ooit op deze dag: 8,4 °C. Dit is de koudste dag ooit in de maand juli. Met laagste minimumtemperatuur: 6,2 °C.
- 12 juli: laagste etmaalgemiddelde temperatuur ooit op deze dag: 10,1 °C.
- juli: juli met laagste zonneschijnduur: 118 uur (normaal 223 uur) en laagste luchtdruk: 1010,0 hPa (normaal 1015,9 hPa).
- 19 augustus: laagste etmaalgemiddelde temperatuur ooit op deze dag: 12,2 °C.
- zomer: zomer met laagste zonneschijnduur: 404 uur (normaal 665,9 uur).
- 2 september: laagste etmaalgemiddelde temperatuur ooit op deze dag: 10 °C.
- 1 oktober: laagste etmaalgemiddelde temperatuur ooit op deze dag: 7,5 °C.
- 7 oktober: laagste etmaalgemiddelde temperatuur ooit op deze dag: 4,7 °C.
- 9 oktober: laagste etmaalgemiddelde temperatuur ooit op deze dag: 5,4 °C.
- 7 november: laagste etmaalgemiddelde temperatuur ooit op deze dag: −1,1 °C.
- Gemiddelde jaartemperatuur: na 1879 (7,0 °C) en 1855 (7,4 °C) en samen met 1887 het derde koudste jaar sinds 1833 met 7,5 °C (normaal 9,7 °C)

Bron: KMI Gegevens Ukkel 1901-2003 met aanvullingen